# Juegos de Asia Central
Los Juegos de Asia Central, inaugurados en 1995, son un evento multideportivo que se celebra cada dos años entre los atletas de las cinco repúblicas de Asia Central que formaron parte de la Unión de Repúblicas Socialistas Soviéticas.
Los Juegos de Asia Central son 1 de 5 Juegos Regionales del Consejo Olímpico de Asia. Los otros son los Juegos de Asia Oriental, los Juegos del Sur Asiático, los Juegos del Sudeste Asiático (o los Juegos SEA) y los Juegos de Asia Occidental.

## Ediciones
| 1995 | 1 | Taskent | Uzbekistán   |           |           |           |           |           |
| 1997 | 2 | Almaty  | Kazajistán   |           |           |           |           |           |
| 1999 | 3 | Biskek  | Kirguistán   |           |           |           |           |           |
| 2001 | _ | Asjabad | Turkmenistán | CANCELADO | CANCELADO | CANCELADO | CANCELADO | CANCELADO |
| 2003 | 4 | Dusambé | Tayikistán   |           |           |           |           |           |
| 2005 | 5 | Taskent | Uzbekistán   |           |           |           |           |           |

## Países participantes
- Azmenistan
- Kazajistán
- Kirguistán
- Tayikistán
- Turkmenistán
- Uzbekistán